# Chihayafuru
Chihayafuru (яп. ちはやふる Тихаяфуру, «Век могучих богов») — манга, написанная и проиллюстрированная Юки Суэцугу, выходившая в журнале Be Love издательства «Коданся» с 28 декабря 2007 года по 1 августа 2022 года, её главы собраны в 50 томов танкобонов. По состоянию на август 2011 года продано более 4,5 млн копий томов манги. Трансляция аниме-сериала по сюжету манги на телеканале Nippon Television началась 4 октября 2011 года. Манга получила премию Manga Taisho и премию манги Коданся. С тех пор как четвёртый том манги был выпущен в марте 2009 года, она регулярно появлялась в чарте японского рейтинга манги, и, состоянию на декабрь 2022 года всего было напечатано более 28 миллионов экземпляров манги. Популярность манги повысила авторитет и популярность соревновательной каруты в Японии.

## Сюжет

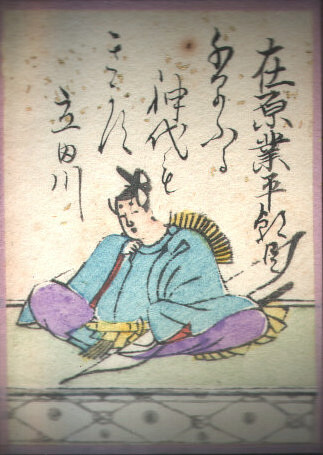
Карта ута-гарута из Хякунин иссю периода Эдо с «ками но ку», верхней строфой стиха из танки «Тихаябуру» и портретом автора стиха поэта периода Хэйан Аривара-но Нарихира но Асона. Название происходит от первой строфы этой танки.

История рассказывает об ученице старшей школы Тихае Аясэ, стремящийся реализовать главную мечту в своей жизни, завоевать титул «королевы» соревновательной каруты.
| Японский                                                 | Ромадзи                                                                      | Русский перевод.                                                                                             |
| -------------------------------------------------------- | ---------------------------------------------------------------------------- | --- |
| 千早ぶる 神代もきかず 龍田川 からくれないに 水くくるとは | Chihayaburu kami-yo mo kikazu tatsuta-gawa kara-kurenai ni mizu kuguru to wa | Век могучих богов Не слыхал о подобном деянье. Реку Тацута Опутали тысячью нитей, Окунули в дивный багрянец! |
|                                                          |                                                                              | |

## Персонажи
Тихая Аясэ (яп. 綾瀬 千早 Аясэ Тихая) — главная героиня сюжета. В детстве была «фанатом» своей старшей сестры, являющейся популярной моделью, ставила её в семье на первое место, а себя на второй план. Всё изменилось при встрече с Аратой. Она поставила перед собой цель когда-нибудь обыграть его в каруту, искренне восхищается его талантом и отдачей игре. Поспорила с Таити, что если она станет игроком «А» класса, то он поможет ей основать в школе клуб каруты. Мечтает стать «королевой каруты» — мастером игры среди женщин.
Сэйю: Асами Сэто
Арата Ватая (яп. 綿谷 新 Ватая Арата) — внук мастера по игре в каруту. Друг Тихаи и Таити, с которыми учился в одной младшей школе. В детстве у Араты не было друзей и его единственной отрадой было умение играть в каруту, которое он скрывал от других. Первым другом для него стала Тихая. Именно он обучил её основным техникам игры, также заразив энтузиазмом и Таити. После чемпионата каруты, в котором участвовала «команда Тихаи» (Тихая, Арата, Таити), он вынужден переехать с семьёй в другой город из-за болезни дедушки. Повзрослевший Арата не желает общаться со своими друзьями детства и сообщает Тихае, что больше не играет в каруту. Но после встречи с Тихаей решает возобновить игру в каруту. Мечтает стать мейдзином — мастером игры в каруту.
Сэйю: Ёсимаса Хосоя
Таити Масима (яп. 真島 太一 Масима Таити) — спортсмен (увлекается сразу несколькими видами спорта), друг детства Тихаи. Завидовал Арате, его гениальному умению играть в каруту и тому, что Тихая так много времени уделяла ему — из-за этого вначале с ним не ладил. Однако с развитием сюжета они постепенно становятся друзьями. Взрослый Таити — высокий юноша, пользующийся популярностью среди девушек (в то же время из-за своих густых ресниц получает шутливые словечки в свой адрес). Помог Тихае основать школьный клуб каруты, и сам вступил в него, став президентом. Также задался целью обыграть Арату в каруту, хотя и не слишком уверен в своём успехе на этом поприще. Испытывает романтические чувства к Тихае.
Сэйю: Мамору Мияно
Юсэй Нисида (яп. 西田 優征 Нисида Ю:сэй) — полноватый юноша, ставший третьим участником клуба каруты. Получил прозвище «булкоед» за то что постоянно что-то ест. На момент создания клуба каруты игрок класса «B», как и Таити. Обыграв в финале Таити на одном из турниров, получает класс «А»
Сэйю: Тору Наро
Канадэ Оэ (яп. 大江 奏 О:э Канадэ) — миниатюрная девушка, состоявшая в клубе стрельбы из лука. Фанатка традиционной одежды и японской поэзии, в том числе 100 стихотворений, которые используются в каруте. Из-за своего увлечения постоянно слышала в свой адрес насмешки, что «родилась не в том веке». Тихая стала первым человеком, принявшим её любовь к поэзии. Семья Канадэ владеет магазином, специализирующемся на продаже кимоно, хакама и юката — традиционной японской одежды. Вступила в клуб каруты с условием, что члены клуба будут выступать в этой одежде.
Сэйю: Аи Каяно
Цутому Комано (яп. 駒野 勉 Комано Цутому) — немногословный, очень усердный в учёбе юноша, всегда в очках скрывающих глаза. Второй по оценкам в школе после Таити. В школе нелюдим, замкнут в себе, отчаянно учится день ото дня чтобы превзойти Таити и стать первым. До встречи с участниками клуба каруты не имел друзей, терпел насмешки со стороны одноклассников. Предложил Тихае и Таити сыграть в каруту с «перевернутыми картами» (где дается 15 минут, чтобы запомнить расположение карт, а потом их переворачивают так, чтобы не было видно стихотворений на них). Поначалу не хотел вступать в клуб, так как считал это пустой тратой времени. После разговора с Таити понял, что тот вовсе не является его соперником в учёбе и у них много общего. Является пятым участником клуба.
Сэйю: Цубаса Ёнага
Синобу Вакамия (яп. 若宮 詩暢 Вакамия Синобу) — действующая королева каруты. Самая молодая королева в истории, ровесница Тихаи. Стала королевой незадолго до создания Тихаей клуба каруты, обыграв Юми Ямамото.
Юми Ямамото (яп. 山本 由美 Ямамото Юми) — бывшая Королева каруты. Ей — 24 года.
Суо Хисаси (яп. 周防 久志 Хисаси Суо:) — на протяжении 4-х лет действующий Мастер Каруты.

## Медиа-издания

### Манга
Манга выпускалась в журнале Be Love издательства «Коданся» с 28 декабря 2007 года по 1 августа 2022 года, её главы собраны в 50 томов танкобонов. Серия лицензирована в Тайване издательством Tong Li Publishing.

#### Список томов манги
| №  | Дата публикации  | ISBN                                                                                   |
| -- | ---------------- | -------------------------------------------------------------------------------------- |
| 1  | 13 мая 2008      | ISBN 978-4-06-319239-1                                                                 |
| 2  | 12 сентября 2008 | ISBN 978-4-06-319245-2                                                                 |
| 3  | 12 декабря 2008  | ISBN 978-4-06-319252-0                                                                 |
| 4  | 13 марта 2009    | ISBN 978-4-06-319259-9                                                                 |
| 5  | 12 июня 2009     | ISBN 978-4-06-319266-7                                                                 |
| 6  | 11 сентября 2009 | ISBN 978-4-06-319271-1                                                                 |
| 7  | 11 декабря 2009  | ISBN 978-4-06-319276-6                                                                 |
| 8  | 12 марта 2010    | ISBN 978-4-06-319282-7                                                                 |
| 9  | 11 июня 2010     | ISBN 978-4-06-319287-2                                                                 |
| 10 | 13 сентября 2010 | ISBN 978-4-06-319294-0                                                                 |
| 11 | 13 декабря 2010  | ISBN 978-4-06-380301-3                                                                 |
| 12 | 11 марта 2011    | ISBN 978-4-06-380309-9                                                                 |
| 13 | 13 июня 2011     | ISBN 978-4-06-380320-4                                                                 |
| 14 | 13 сентября 2011 | ISBN 978-4-06-380324-2                                                                 |
| 15 | 13 декабря 2011  | ISBN 978-4-06-380331-0                                                                 |
| 16 | 13 марта 2012    | ISBN 978-4-06-380339-6                                                                 |
| 17 | 13 июня 2012     | ISBN 978-4-06-380349-5                                                                 |
| 18 | 13 сентября 2012 | ISBN 978-4-06-380359-4                                                                 |
| 19 | 13 декабря 2012  | ISBN 978-4-06-380369-3                                                                 |
| 20 | 13 марта 2013    | ISBN 978-4-06-380379-2                                                                 |
| 21 | 13 июня 2013     | ISBN 978-4-06-380389-1                                                                 |
| 22 | 13 сентября 2013 | ISBN 978-4-06-358459-2 (ограниченное издание) ISBN 978-4-06-380397-6 (обычное издание) |
| 23 | 13 декабря 2013  | ISBN 978-4-06-380410-2                                                                 |
| 24 | 11 апреля 2014   | ISBN 978-4-06-380422-5                                                                 |
| 25 | 11 июля 2014     | ISBN 978-4-06-380433-1                                                                 |
| 26 | 10 октября 2014  | ISBN 978-4-06-380442-3                                                                 |
| 27 | 13 апреля 2015   | ISBN 978-4-06-380465-2                                                                 |
| 28 | 12 августа 2015  | ISBN 978-4-06-380474-4                                                                 |
| 29 | 13 октября 2015  | ISBN 978-4-06-380484-3                                                                 |
| 30 | 13 января 2016   | ISBN 978-4-06-380491-1                                                                 |
| 31 | 11 марта 2016    | ISBN 978-4-06-380498-0                                                                 |
| 32 | 13 июля 2016     | ISBN 978-4-06-394513-3                                                                 |
| 33 | 13 октября 2016  | ISBN 978-4-06-394522-5                                                                 |
| 34 | 13 марта 2017    | ISBN 978-4-06-394535-5                                                                 |
| 35 | 10 августа 2017  | ISBN 978-4-06-394550-8                                                                 |
| 36 | 13 ноября 2017   | ISBN 978-4-06-510715-7 (ограниченное издание) ISBN 978-4-06-510484-2 (обычное издание) |
| 37 | 13 февраля 2018  | ISBN 978-4-06-511004-1                                                                 |
| 38 | 11 мая 2018      | ISBN 978-4-06-511697-5                                                                 |
| 39 | 9 августа 2018   | ISBN 978-4-06-512666-0 (ограниченное издание) ISBN 978-4-06-512495-6 (обычное издание) |
| 40 | 13 ноября 2018   | ISBN 978-4-06-514136-6 (ограниченное издание) ISBN 978-4-06-513925-7 (обычное издание) |
| 41 | 13 марта 2019    | ISBN 978-4-06-515049-8                                                                 |
| 42 | 12 июля 2019     | ISBN 978-4-06-516668-0                                                                 |
| 43 | 13 декабря 2019  | ISBN 978-4-06-517933-8 (ограниченное издание) ISBN 978-4-06-518035-8 (обычное издание) |
| 44 | 13 мая 2020      | ISBN 978-4-06-519522-2                                                                 |
| 45 | 13 октября 2020  | ISBN 978-4-06-521140-3                                                                 |
| 46 | 12 марта 2021    | ISBN 978-4-06-522851-7 (ограниченное издание) ISBN 978-4-06-522560-8 (обычное издание) |
| 47 | 12 августа 2021  | ISBN 978-4-06-524543-9                                                                 |
| 48 | 10 февраля 2022  | ISBN 978-4-06-526797-4                                                                 |
| 49 | 13 июля 2022     | ISBN 978-4-06-528488-9                                                                 |
| 50 | 13 декабря 2022  | ISBN 978-4-06-530738-0 (ограниченное издание) ISBN 978-4-06-530206-4 (обычное издание) |

### Аниме
О производстве аниме-сериала по сюжету манги впервые было объявлено в мае 2011 года. Созданием занималась студия Madhouse под руководством режиссёра Морио Асака, дизайном персонажей занимался Кунихико Хамада. Открывающая тема «Youthful» исполнена 99RadioService, закрывающая «And Now» — Асами Сэто. Выпуск первого сезона состоялся 5 октября 2011 года. Первый сезон состоит из 25 эпизодов (24 + 1 коллаж). Выпуск второго сезона состоялся 11 января 2013 года. Второй сезон тоже состоит из 25 эпизодов. Осенью 2013 года с 22 томом манги была выпущена OVA.

### Фильмы
Первый и второй фильм вышли в 2016 году. В первом фильме рассказывается о создании Тихаей клуба каруты и участии его членов в отборочном турнире в Токио к национальным соревнованиям среди старшеклассников. Третья часть анонсирована на 2018 год.

## Критика
В 2009 году манга получила второй приз премии Manga Taisho, в 2011 — премию манги издательства «Коданся» как лучшая в категории «сёдзё».